# Клима Републике Српске
На простору Републике Српске осећа се више различитих климатских утицаја, који различито делују по регијама ентитета у зависности од више фактора.
Климу у Републици Српској одређују географски положај, рељеф, геолошка подлога, покривеност биљним светом и близина Јадранског мора. На климу у Републици Српској утичу и струје суптропског појаса, ниског ваздушног притиска, струје са Атлантика, циклона из Средоземља и Јадранког мора, а удео свих тих фактора је резултат смене поларних и тропских ваздушних маса.
Све процесе на деловање климе ремети рељеф који је један од главних фактора који утичу на климу Републике Српске у којој се налазе три основна типа климе:
- умерено-континентална
- планинска и планинско-котлинска и
- медитеранска клима

## Умерено-континентална клима
Умерено-континентална клима заступљена је на северу Републике Српске и обухвата Крајину, Посавину и Семберију. На подручју регија у којима је заступљена ова клима налазе се мерне станице у следећим градовима: Бања Лука, Бијељина, Дервента, Добој, Нови Град, Градишка, Приједор, Србац, Вишеград, Сребреница и Зворник.
Семберија је специфична регија, јер су у њој осећа и панонски климатски утицај, због близине Панонске низије. У тој регији су због панонског утицаја изузетно топла лета и хладне и оштре зиме. Температуре лети на простору где делује умерено-континентална клима могу достићи и веће подеоке од 40 °C, а највећа измерена температура икад забележена била је 2012. године у Вишеграду, када је у авусту измерено 43 °C. Просечна температура на подручју у којој је заступљена умерено-континентална клима је између 20 °C и 23 °C у месецу јулу, док је зими у јануару просек око нула степени целзијуса. Зими се температуре могу спустити и до -30 °C, а 2017. године на овом подручју температуре се се спуштале и до -30 °C.
Просечна годишња температура на подручју обухваћеном овом климом је 10 °C. од када се врше мерења.
На овом подручју највећа количина падавине је у топлом делу године, а највише у јуну. Просечна количина падавина је око 750 л/м² годишње на северу регије, до 500 л/м² на западу Крајине. Умерено-континентална клима клима делом је заступљена и у планинско-котлинским пределима, као што су Мркоњић Град, Шипово, Рибник, Рудо, Фоча и Дринић.

## Планинска клима
Планинска клима заступљена је делом у планинско-котлинским пределима, а највише у планинским пределима Републике Српске. Субпланинска клима се јавља на надморској висино од 1.000 до 1.400 метара, док се на већим надморским висина ствара права планинска клима. Главне станице где се јавља овај тип климе су Соколац, Чемерно и Хан Пијесак. Подручја на којима је заступљен овакав тип климе карактеришу свежа и кратка лета са дугим и хладним зимама. У овим пределима, преовладавају два годишња доба — лето и зима. Јануарски просек мерења на подручју где је заступљена планинска клима је од -3,5 °C до -6,5 °C, док је јулски просек од 14,5 °C до 17 °C. Температуре могу достићи минимум од -25 °C до -35 °C, док се максималне температуре могу попети и до 35 °C. Ова подручја карактеристична су по снежним падавинама, где се снежни покривач задржава и до средине пролећа. Количина падавина је око 1.200 л/м².
На овим подручијима најниже температуре се мере у котлинама.
На надморским висинама од 1.000 до 1.400 метара у областима где делује субпланинска клима, лета су умерено топла, а зиме хладне, док је количина падавина у овим пределима мања од 1.000 л/м²..

## Медитеранска клима
Медитеранска клима (позната и као средоземна, јадранска, суптропска) делује у Херцеговини, на југозападу Републике Српске. У Области Херцеговине јављају се различити типови климе. У области Хумине у Херцеговини (ниска Херцеговина) преовладава медитеранска и модификована медитеранска клима, док су Рудине на подручју где делује медитеранска и планинска клима. Једина станица на подручју где делује медитеранска клима у Републици Српској је метеоролошка станица Требиње.
На климу у ниским деловима Херцеговине утиче Јадранско море, што доводи до благих зима које су у јануару између 3 °C и 6 °C. Лета на овом подручју су изузетно топла, а средње јулске температуре достижу од 22 °C до 25 °C. Порастом надморске висине, температуре су ниже, па су тако зимске температуре од -8 °C у нижим пределима Херцеговине, до -15 °C у знатно вишим пределима Херцеговине. Лети на овом подручју температуре често прелазе и 40 °C. У овој регији присутан је поморски плувиометријски режим под утицајем Медитерана, који утиче на то да се највећа количина падавина јавља у касну јесен и почетком зиме, док су лети често суше. Годишња количина падавина је око 2.000 л/м² па све до 3.000 л/м². Најкишовитије подручје обухваћено медитеранском климом је Граб, место у граду Требиње.

## Умерено планинско-медитеранска клима
Умерено планинско-медитеранска клима јавља се у области Рудина у Херцеговини. Сударање планинске и медитеранске климе доприноси томе да су зиме овде оштрије са јануарским просецима од -3 °C до 0 °C, а најмање температуре су од -15 °C до -20 °C. Лета на подручју Рудина (високи делови Херцеговине) блажа су од лета у области Хумине. За сваких 10 км удаљености од мора температура опада између 0,6 °C до 0,8 °C. Ово подручје често је погођено јаким бурама, нарочито зими.